# Magdaleniec (województwo warmińsko-mazurskie)
Magdaleniec (niem. Magdalenz) – wieś w Polsce położona w województwie warmińsko-mazurskim, w powiecie nidzickim, w gminie Nidzica.
W latach 1954–1959 wieś należała i była siedzibą władz gromady Magdaleniec, po jej zniesieniu w gromadzie Nidzica. W latach 1975–1998 miejscowość administracyjnie należała do województwa olsztyńskiego.